# Brachymenium nepalense
Brachymenium nepalense är en bladmossart som beskrevs av W. J. Hooker in Schwaegrichen 1824. Brachymenium nepalense ingår i släktet Brachymenium och familjen Bryaceae. Inga underarter finns listade i Catalogue of Life.